# Маллори, Молла
Анна Маргарете «Молла» Бьюштедт Маллори (норв. Anna Margarethe "Molla" Bjurstedt Mallory; 6 марта 1884, Мусвик, Шведско-норвежская уния — 22 ноября 1959, Стокгольм, Швеция) — норвежская, позднее американская теннисистка. 13-кратная победительница чемпионата США (восемь раз — в одиночном разряде, дважды — в парном, трижды — в миксте); финалистка одиночного турнира Уимблдона (1922); призёр теннисного турнира Олимпийских игр в одиночном разряде.

## Биография
Молла Маллори родилась 6 марта 1884 года в норвежском городе Мусвик в семье военного. В составе сборной Норвегии приняла участие в Олимпийских играх в Стокгольме в 1912 году, выступив в одиночном и смешанном парном разряде. В одиночном разряде она заняла третье место, завоевав бронзовую медаль.
В 1915 году она переехала в США, для того, чтобы работать массажисткой, и в 1920 году вышла замуж за Франклина Маллори. С 1915 по 1929 год она регулярно принимала участие в чемпионате США, выиграв этот турнир восемь раз — рекорд, не побитый по сей день. В этот же период она также три раза достигала финала этого турнира, дважды выиграла его женском в парном и трижды — в смешанном парном разряде. Её худший результат — поражение в четвертьфинале — был показан на этом турнире в 1927 году в возрасте 43 лет.
Особое место в спортивной карьере Моллы Маллори занимает её соперничество со знаменитой француженкой Сюзанн Ленглен. В 1920 году, в свой первый визит в Европу со времени переезда за океан Молла прибыла в Англию совершенно больной и в итоге в полуфинале Уимблдонского турнира проиграла Доротее Ламберт-Чамберс, так и не встретившись с Ленглен. В следующем году Маллори прибыла в Европу с целой командой американских теннисисток и успешно пробилась в финал чемпионата мира на твёрдых (грунтовых) кортах. Турнир проходил во Франции, и в финале наконец состоялась встреча Ленглен и Маллори. Француженка сыграла в этом матче, проходившем в затяжной борьбе с задней линии, надёжней и уверенней, победив со счётом 6-2, 6-3. На уимблдонских кортах дуэль вновь не состоялась, поскольку Маллори оступилась в третьем круге в матче с Элизабет Райан, которая потом проиграла Ленглен в матче за чемпионское звание. В августе состоялся ответный визит Ленглен в США.Жеребьёвка чемпионата США свела практически всех сильнейших претенденток на титул, кроме экс-чемпионки Мэри Браун, в одной половине таблицы, и Ленглен с Маллори должны были встретиться уже во втором круге, при условии, что перед этим обыграют соответственно Элинор Госс и Марион Зиндерстейн. Болезнь задержала отплытие Ленглен из Европы, и она прибыла в Нью-Йорк только накануне чемпионата США. Организаторы приняли решение дать ей дополнительный день отдыха перед игрой с Госс, в то время как Маллори успешно выполнила свою задачу, обыграв Зиндерстейн. Однако на следующий день заболела уже Госс, и в итоге Ленглен была вынуждена выйти на корт уже в рамках игр второго круга, сразу встретившись с Маллори. Американка, в отличие от соперницы, находилась на пике физической и психологической формы и в первом сете разгромила Ленглен со счётом 6-2. После этого французская звезда отказалась продолжать борьбу и сдала матч, сославшись на нездоровье. Маллори выиграла чемпионат США в очередной раз, победив по пути Мэй Саттон-Банди и Мэри Браун. По две стороны океана реакция на первое поражение в карьере Ленглен была совершенно различной. В США, где она уже на следующий день после матч начала появляться на вечеринках в очевидно добром здравии и отличном расположении духа, её обвиняли в неготовности честно смириться с чьим-то превосходством и в обиход на некоторое время вошёл презрительный оборот «кашлянула и сдалась». Во Франции, напротив, выдвигались обвинения в неспортивности в адрес организаторов чемпионата США и лично Элинор Госс, которая якобы нарочно отказалась от игры, чтобы подготовить раннее поражение Ленглен.
В 1922 году Маллори достигла финала Уимблдонского турнира, в котором уступила Сюзан Ленглен. Борьба оказалась настолько же неравной, как год назад в Нью-Йорке, но уже в пользу Ленглен, отдавшей сопернице всего два гейма за всю игру. После поражения от Ленглен Маллори выиграла в Нью-Йорке свой седьмой титул чемпионки США, обыграв в финале 16-летнюю Хелен Уиллз. Самой Молле было к тому моменту 38 лет — самая большая разница в возрасте финалистов в истории всех турниров Большого шлема. В дальнейшем, однако, более молодая Уиллз дважды подряд побеждала Маллори в финалах, и той удалось выиграть ещё раз только в 1926 году, в её отсутствие. В своём последнем победном финале Молла отыгралась из положения 0-4 по геймам в пользу Элизабет Райан в решающем сете, а затем и спасла матч-бол.
Молла Маллори неоднократно выступала за команду США в Кубке Уайтмен, а в 1924 году представляла эту страну на Олимпийских играх. В 1921 и с 1925 по 1927 год (в первые четыре года публикации) она включалась в список десяти сильнейших теннисисток мира, составляемый газетой Daily Telegraph (в 1921 году — на втором месте после Ленглен). Завершила выступления в 1929 году, в возрасте 45 лет. 
В 1958 году Молла Маллори была избрана в Национальный (впоследствии Международный) зал теннисной славы, и через году умерла в Стокгольме. В 2008 году памятная доска с именем Моллы Маллори была установлена на «корте чемпионов» в Национальном теннисном центре США. 
Стиль игры
Молла Бьюрштедт была представительницей традиционной женской теннисной школы начала века. Она была убеждена, что женщина не может целый матч играть у сетки и полагалась на игру на задней линии. Её главным оружием были мощный удар открытой ракеткой и надёжная, упорная игра в обороне, изматывавшая соперниц. Маллори, принимавшая мяч сразу после отскока, не дожидаясь, когда он начнёт снижаться, умела подолгу переводить мяч из одного угла корта в другой, заставляя теннисистку по другую сторону сетки постоянно бегать за ним, теряя контроль над ходом розыгрыша. Такая манера игры позволяла ей побеждать соперниц, исповедовавших более современный атакующий стиль — Хелен Хочкисс-Уайтмен, Элинор Госс и Марион Зиндерстейн.
Стиль игры Моллы Маллори характеризует также её известное высказывание: 

Я вижу, что девушки обычно не бьют по мячу в полную силу. Я верю, что по мячу всегда нужно бить со всей возможной силой, но у многих девушек, с которыми я играла, похоже, существует тенденция «просто перекинуть его на другую сторону». Такое я не могу назвать теннисом. Оригинальный текст (англ.)I find that the girls generally do not hit the ball as hard as they should. I believe in always hitting the ball with all my might, but there seems to be a disposition to ‘just get it over’ in many girls whom I have played. I do not call this tennis.

## Участие в финалах центральных турниров
| Результат | Год  | Турнир                           | Покрытие | Соперница в финале     | Счёт        |
| Победа    | 1915 | Чемпионат США                    | Трава    | Хейзел Хочкисс-Уайтмен | 4-6 6-2 6-0 |
| Победа    | 1916 | Чемпионат США (2)                | Трава    | Луиза Хэммонд-Реймонд  | 6-0 6-1     |
| Победа    | 1917 | Чемпионат США (3)                | Трава    | Марион Вандерхуф       | 4-6 6-0 6-2 |
| Победа    | 1918 | Чемпионат США (4)                | Трава    | Элинор Госс            | 6-4 6-3     |
| Победа    | 1920 | Чемпионат США (5)                | Трава    | Марион Зиндерстейн     | 6-3 6-1     |
| Поражение | 1921 | Чемпионат мира на твёрдых кортах | Грунт    | Сюзанн Ленглен         | 2-6 3-6     |
| Победа    | 1921 | Чемпионат США (6)                | Трава    | Мэри Браун             | 4-6 6-4 6-2 |
| Поражение | 1922 | Уимблдонский турнир              | Трава    | Сюзанн Ленглен         | 2-6 0-6     |
| Победа    | 1922 | Чемпионат США (7)                | Трава    | Хелен Уиллз            | 6-3 6-1     |
| Поражение | 1923 | Чемпионат США                    | Трава    | Хелен Уиллз            | 2-6 1-6     |
| Поражение | 1924 | Чемпионат США (2)                | Трава    | Хелен Уиллз            | 1-6 3-6     |
| Победа    | 1926 | Чемпионат США (8)                | Трава    | Элизабет Райан         | 4-6 6-4 9-7 |

| Результат | Год  | Турнир            | Покрытие | Партнёрша     | Соперницы в финале                     | Счёт         |
| Победа    | 1916 | Чемпионат США     | Трава    | Элеонора Сирс | Эдна Уайлди Луиза Хэммонд-Реймонд      | 4-6 6-2 10-8 |
| Победа    | 1917 | Чемпионат США (2) | Трава    | Элеонора Сирс | Грейс Мур-Лерой Филлис Уолш            | 6-2 6-4      |
| Поражение | 1918 | Чемпионат США     | Трава    | Анна Рогге    | Элинор Госс Марион Зиндерстейн         | 5-7 6-8      |
| Поражение | 1922 | Чемпионат США (2) | Трава    | Эдит Сигурни  | Хелен Уиллз Марион Зиндерстейн-Джессап | 4-6 9-7 3-6  |

| Результат | Год  | Турнир            | Покрытие | Партнёр         | Соперники в финале                    | Счёт          |
| Поражение | 1915 | Чемпионат США     | Трава    | Ирвинг Райт     | Хейзел Хочкисс-Уайтмен Гарри Джонсон  | 0-6 1-6       |
| Победа    | 1917 | Чемпионат США     | Трава    | Ирвинг Райт     | Флоренс Баллин Билл Тилден            | 10-12 6-1 6-3 |
| Поражение | 1918 | Чемпионат США (2) | Трава    | Фред Александер | Хейзел Хочкисс-Уайтмен Ирвинг Райт    | 2-6 3-6       |
| Поражение | 1920 | Чемпионат США (3) | Трава    | Крейг Бидл      | Хейзел Хочкисс-Уайтмен Уоллас Джонсон | 4-6 3-6       |
| Поражение | 1921 | Чемпионат США (4) | Трава    | Билл Тилден     | Мэри Браун Билл Джонстон              | 6-3 4-6 3-6   |
| Победа    | 1922 | Чемпионат США (2) | Трава    | Билл Тилден     | Хелен Уиллз Говард Кинси              | 6-4 6-3       |
| Победа    | 1923 | Чемпионат США (3) | Трава    | Билл Тилден     | Китти Маккейн Джон Хокс               | 6-3 2-6 10-8  |
| Поражение | 1924 | Чемпионат США (5) | Трава    | Билл Тилден     | Хелен Уиллз Винсент Ричардс           | 8-6 5-7 0-6   |